# Термінал ЗПГ Аз-Зур
Термінал ЗПГ Ал-Зур — інфраструктурний об'єкт для імпорту зрідженого природного газу (ЗПГ) до Кувейту.
Наприкінці 2000-х у Кувейті виник дефіцит природного газу, для покриття якого розпочали імпорт ЗПГ через термінал у порту Міна-аль-Ахмаді, що використовував зафрахтовані плавучі установки зі зберігання та регазифікації. Втім, у підсумку вирішили створити стаціонарний термінал, для якого обрали потужність на рівні у 22 млн тонн на рік, що робить його одним з найбільших у світі. Для розміщення нового об'єкту обрали майданчик на півдні країни в районі Ал-Зур.
Для зберігання ЗПГ звели вісім резервуарів ємністю по 225 тис. м3, які мають висоту 45 метрів та діаметр 96 метрів.
Прийом ЗПГ-танкерів забезпечують портові споруди, що можуть обслуговувати одразу два судна.
Можливо відзначити, що поблизу терміналу розташовано кілька великих споживачів природного газу — ТЕС Аз-Зур-Південь, ТЕС Аз-Зур-Північ 1, один з найбільших у світі нафтопереробних заводів, крім того, тут же збираються звести ТЕС Аз-Зур-Північ 2 та 3 загальною потужністю до 3000 МВт. До більш віддалених споживачів регазифікована продукція може доправлятись по трубопроводу Аз-Зур — Міна-аль-Ахмаді.
У липні 2021-го у Ал-Зур прийняли перший вантаж ЗПГ, який доставив танкер «Al Kharsaah», а в першій половині 2022-го оголосили про введення терміналу в повноцінну експлуатацію.